# Kmita (kopalnia)

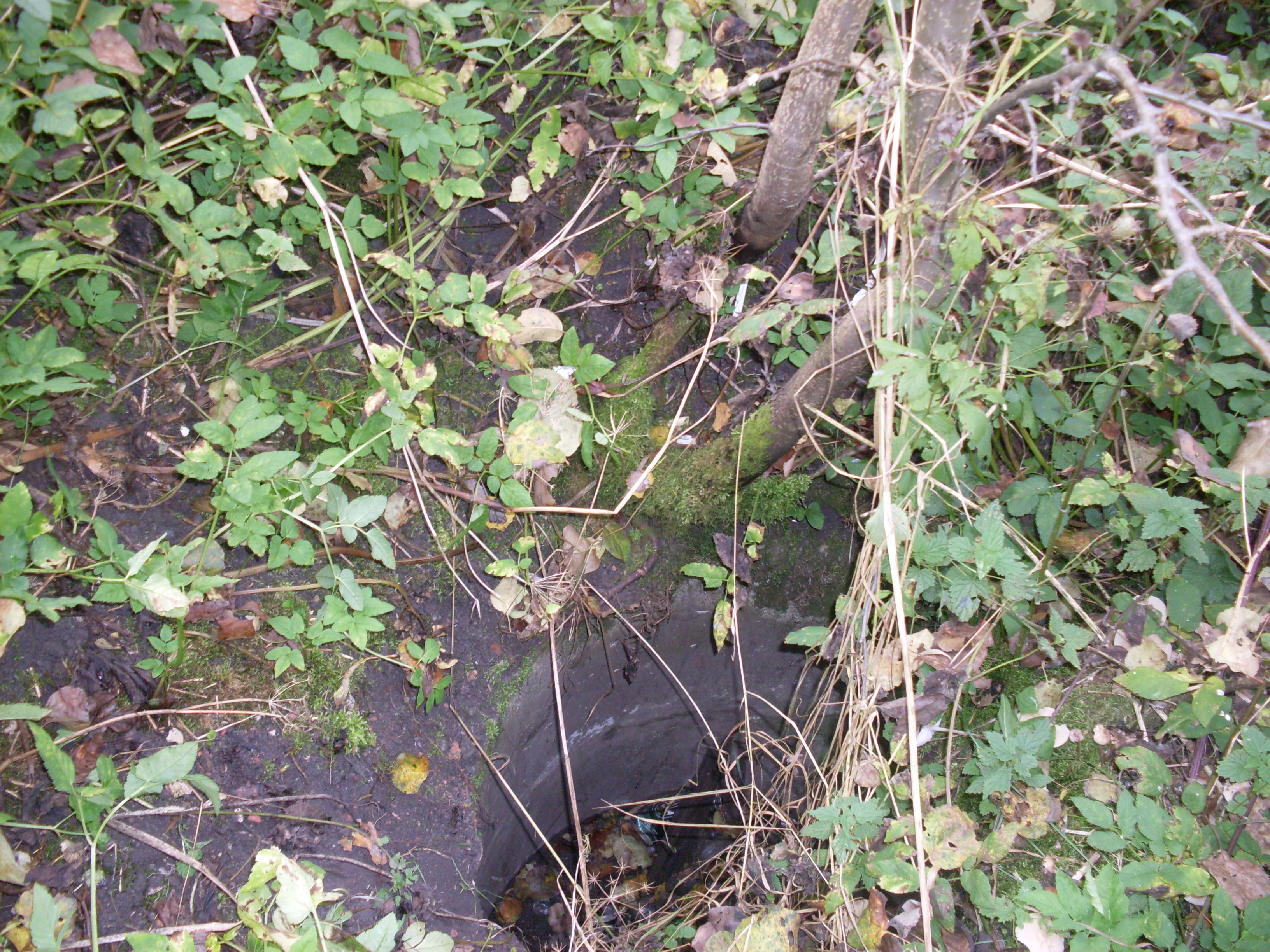
Dawny Szyb Robert

Kmita – kopalnia węgla kamiennego w Tenczynku, eksploatowana od lat 60. XIX w., unieruchomiona w 1924 r.

## Historia
Zorganizowana przez kupca Ludwika Bogackiego na nadanych mu polach górniczych Ludwik (21 września 1865) i Glückauf (1866). W 1867 wydobyto 2800 ton węgla. W latach 70. XIX w. została unieruchomiona. W latach 90. XIX w. wydobycie wznowił nowy właściciel, Juliusz Przeworski. W 1900 wydobyto 18 000 ton węgla. Firma jednak zbankrutowała i w 1904, a kopalnię kupili na licytacji Józef Hromek, działający w Polsce inżynier górnictwa, pochodzący z Moraw, i Czech, Paweł Hlawiczka. Karol Strzałkowski, inżynier z dyplomem Wyższej Szkoły Górniczej w austriackim Leoben, był kierownikiem tej kopalni.
Kopalnię ponownie uruchomili w 1905, eksploatując ją metodą odkrywkową. Hromek spłacił Hawliczkę, zostając samodzielnym właścicielem. Rozkwit kopalni przypadł na okres I wojny światowej. Wtedy to wybudowano szyb wydobywczy Robert (1913). Wydobyto w tym roku 25 258 ton węgla. Po wojnie kopalnia nie zdołała wytrzymać konkurencji ze strony kopalń Górnośląskiego Zagłębia Węglowego i w 1924 została zamknięta oraz zatopiona. Józef Hromek założył nowe przedsiębiorstwo, cegielnię, w której wykorzystywał złożony na hałdach łupek, wydobyty wcześniej z kopalni.
W rejonie kopalni Kmita zachowały się miejsca zasypanych szybów i szybików, hałd z łupkami ilastymi, piaskowcami, węglem oraz dróg dojazdowych, a przy szybie Robert fragmenty ceglanej podmurówki maszynowni i zabudowania ostatnich właścicieli kopalni (tzw. Hromkówka). W jej sąsiedztwie znajdowały się: Kopalnia Węgla Kamiennego Tenczynek oraz Kopalnia Węgla Kamiennego Adam.
W latach 1939–1945 na wychodniach dawnej kopalni prowadzono kopalnię pod nazwą Tenczynek (nazywaną też Szczęść Boże i Bereza). W 1943 wydobyto w niej 9852 tony węgla. W 1950 przyłączono do niej znacjonalizowane pole górnicze Danuta.